# László Buzek
László Buzek (* 8. Oktober 1945 in Budapest) ist ein ehemaliger ungarischer Volleyballspieler und -trainer.
László Buzek spielte von 1963 bis 1982 Volleyball in der ersten ungarischen Liga bei Csepel SC und wurde hier zehnmal Ungarischer Meister sowie elfmal Ungarischer Pokalsieger. Auch international spielte er mit Csepel und erreichte im Europapokal der Landesmeister die Plätze sechs (1967), fünf (1971) und vier (1977). Im Europapokal der Pokalsieger stand er 1973 im Endspiel. Von 1965 bis 1982 absolvierte der 2,03 Meter große Angreifer 266 Länderspiele für die ungarische Nationalmannschaft und war hier auch viele Jahre Mannschaftskapitän. 1982 verließ Buzek seine Heimat, ging nach Deutschland und spielte zunächst beim Zweitligisten 1. SC Norderstedt, mit dem er 1983 in die 1. Bundesliga aufstieg, im Folgejahr allerdings wieder absteigen musste. 1985 wechselte er zum Bundesligisten Moerser SC, wo er zunächst in der ersten und später in der zweiten Mannschaft spielte. Von 1990 bis 1995 war er Trainer beim Moerser SC und führte die Mannschaft 1990 zum CEV-Pokalsieg. 2001 kehrte Buzek nach Ungarn zurück und trainierte in der Folgezeit die ungarische Juniorennationalmannschaft.